# Diccionario Maya Cordemex
El Diccionario Maya Cordemex es una obra lexicográfica referida a la lengua maya yucateca editada en 1980.

## La lengua maya de Yucatán
El idioma maya o maya yucateco es una lengua amerindia derivada del tronco mayense, que se habla principalmente en los estados mexicanos peninsulares de Yucatán, Campeche y Quintana Roo, así como en menor grado en Belice y algunos poblados del Petén de Guatemala. Es conocida comúnmente como maya, aunque muchos lingüistas emplean el término maya yucateco para distinguirla de otras lenguas mayenses. 
Dice Alfredo Barrera Vásquez director del proyecto que hizo posible el diccionario:

"La lengua maya yucateca es uno de los más antiguos miembros de una familia cuyo tronco recibe el nombre convencional de protomaya, a su vez miembro de otra familia cuyo tronco, que dio origen a otras lenguas como el totonaco, provino de algún otro tronco asiático... Los glotocronólogos, con sus métodos, han podido concluir que un grupo, el propiamente protomayano, llegó de alguna parte y se estableció en un lugar de los altos de Guatemala, y aún precisan: la Sierra de Cuchumatanes, aproximadamente el año 2600 a.C. (Siglo XXVI a. C.) (...) de aquel punto y grupo original, que ya había comenzado a diversificarse, se desprendió aproximadamente en 1600 a.C., es decir, después de un milenio de haber llegado a los Cuchumatanes, una fracción para emigrar al norte, hacia las tierras bajas de la península yucateca."

## Datos sobre la edición del diccionario
El año de 1975, la empresa paraestatal Cordemex inició el proyecto editorial de un diccionario de la lengua maya, como parte de su función social y con el propósito de dotar a los estudiosos de la cultura, la arqueología, la antropología del pueblo maya, de un instrumento para conocer y acercarse con sistema al idioma de los habitantes originales de la Península de Yucatán, y también, para crear un vínculo de unión en el aún vigente proceso de fusión racial, social y cultural con la comunidad maya contemporánea.
Se estableció entonces un equipo de especialistas encabezados por Alfredo Barrera Vásquez e integrado por Juan Ramón Bastarrachea Manzano, antropólogo social, investigador de etnología; William Brito Sansores, filólogo maya; Refugio Vermont Salas, lingüista; David Dzul Góngora, sociólogo e investigador de etnología. Este grupo contó con el apoyo del Instituto Nacional de Antropología e Historia de México y especialmente de su delegación en el estado de Yucatán.
Durante más de cinco años este equipo de trabajo condujo el proceso de elaboración del diccionario a partir de todo el material disponible en el mundo, desde el siglo XVI hasta la época actual, sin omitir ninguna de las fuentes conocidas. También se incluyeron voces actuales derivadas de la evolución propia de una lengua viva como es la maya.
Escribió el entonces presidente de México, José López Portillo, en las páginas preliminares de la edición 1980 del diccionario:

Por esta obra, "... la inteligencia del verbo maya, de sus remotos tiempos, de su nobleza actual, se hace accesible al resto de la comunidad nacional (e internacional). Nos permite asombrarnos de su riqueza y ritmo, de su vieja sabiduría; de su vitalidad actuante. El mundo maya adquiere en este diccionario, nueva voz, en sus antiguas resonancias...."